# Verner Ljunggren
Verner Ljunggren (ur. 29 listopada 1921 w Forsheda w gminie Värnamo, zm. 7 maja 2006) – szwedzki lekkoatleta, chodziarz, medalista mistrzostw Europy z 1950.
Jego starszy brat John był utytułowanym chodziarzem trzykrotnym medalistą olimpijskim, a młodszy brat Gunnar również z powodzeniem uprawiał chód sportowy. 
Verner Ljunggren zdobył brązowy medal w chodzie na 50 kilometrów  na mistrzostwach Europy w 1950 w Brukseli, za Giuseppe Dordonim z Włoch i swym bratem Johnem..
Był mistrzem Szwecji w chodzie na 50 kilometrów w 1955 i 1956 oraz w chodzie na 20 kilometrów w 1957. W 1956 ustanowił rekord Szwecji w chodzie na 50 kilometrów czasem 4:22:59, po tym, jak jego rezultat 4:22:53 z 1955 nie został zatwierdzony. Jego rekord życiowy w chodzie na 20 kilometrów wynosił 1:33;30 (1957).